# Barbara Probst

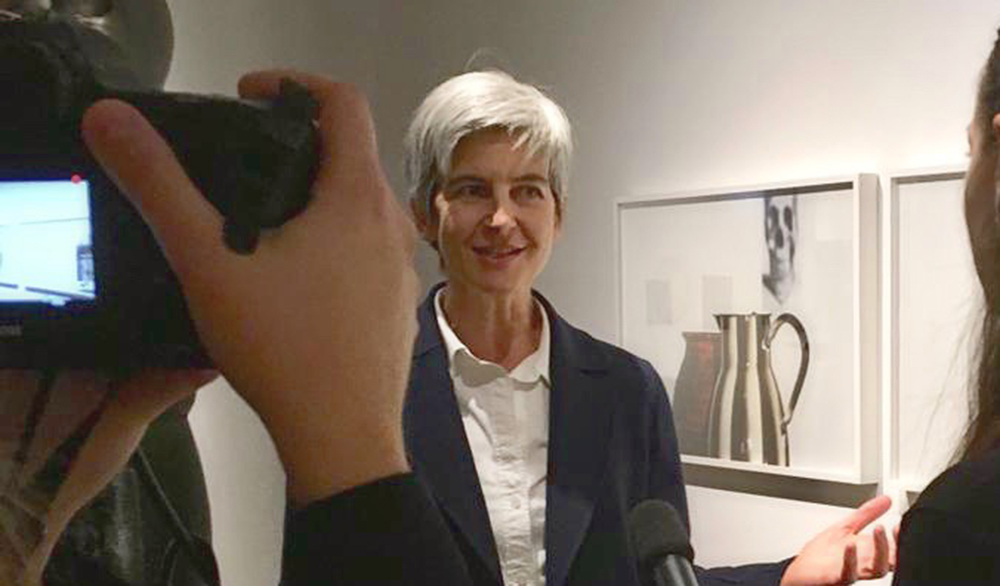
Barbara Probst bei einer Ausstellungseröffnung im Kunst Haus Wien (2018)

Barbara Probst (* 1964 in München) ist eine deutsche Fotografin und bildende Künstlerin.
Probst studierte von 1984 bis 1990 an der Akademie der Bildenden Künste, München, und der Kunstakademie Düsseldorf. Sie lebt und arbeitet in New York und München.

## Einzelausstellungen (Auswahl)
- 1990 Akademiegalerie, München
- 1994 Galerie Philomene Magers, Köln
- 2000 Sprüth Magers Projekte, München[3]
- 2001 Kunstverein Schwerte
- 2002 Kunstverein Cuxhaven[4]
- 2003 Sprüth Magers Projekte, München[3]
- 2004 Murray Guy, New York[5]
- 2005 Kuckei + Kuckei, Berlin[6]
- 2007 Museum of Contemporary Photography, Chicago, IL
- 2008 FRAC Brittany, Domaine de Kerguéhennec, Bignan, Frankreich[7]
- 2009 Kunstverein Oldenburg, Oldenburg, Germany[8]
- 2009 Monica de Cardenas Galleria, Mailand, Italien[9]
- 2009 Stills Gallery, Edinburgh, Großbritannien
- 2010 Kuckei + Kuckei, Berlin[10]
- 2010 Lars Bohman Gallery, Stockholm, Schweden[11]
- 2010 Monica de Cardenas Galleria, Zuoz, Schweiz[12]
- 2012 Lars Bohman Gallery, Stockholm, Schweden[13]
- 2013 National Museum of Photography, Kopenhagen, Dänemark[14]
- 2014 Kunsthaus Pasquart, Biel, Schweiz
- 2014 Galerie Rudolfinum, Prag, Tschechische Republik[15]
- 2016 12 Moments, Lars Bohman Gallery, Stockholm, Schweden[16]
- 2016 Murray Guy, New York[17]
- 2017 Kuckei + Kuckei, Berlin
- 2017 Monica de Cardenas Galleria, Zuoz, Schweiz[18]
- 2024 Kunstmuseum Luzern, Schweiz[19]

## Gruppenausstellungen (Auswahl)
- 1995–97 Photography After Photography; Praterinsel, München; Kunsthalle Krems, Krems; Städtische Galerie Erlangen, Erlangen; Brandenburgische Kunstsammlungen, Cottbus; Museet for Fotokunst, Odense, Dänemark; Fotomuseum Winterthur, Winterthur, Schweiz; Finnish Museum of Photography, Helsinki, Finnland; Institute of Contemporary Art, Philadelphia, PA
- 2001 Moving Pictures, Triennale Der Photographie, Galerien der Stadt Esslingen, Villa Merkel, Esslingen
- 2003 Between Spaces, Centro Cultural Andratx, Mallorca, Spanien
- 2004 Camera Action, Museum of Contemporary Photography, Chicago, IL[20]
- 2005 After The Fact, 1st Berlin Photography Festival, Martin-Gropius-Bau, Berlin[21]
- 2006 New Photography, Museum of Modern Art, New York[22]
- 2007 Modeling The Photographic: The Ends of Photography, a short critical history, McDonough Museum, Youngstown State University, Youngstown, OH
- 2008 Role Models, National Museum of Women in the Arts, Washington, DC[23]
- 2010 elles@centrepompidou, Centre Pompidou, Paris[24]
- 2010 Exposed: Voyeurism, Surveillance and the Camera, Tate Modern, London, Great Britain and San Francisco Museum of Modern Art, San Francisco, CA[25]
- 2010 Mixed Use: Photography and Other Practices in Manhattan, 1970s to the Present, Curated by Lynne Cooke and Douglas Crimp; Reina Sofia, Madrid, Spanien[26]
- 2012 Lost Places, Ort der Photographie, Hamburger Kunsthalle, Hamburg[27]
- 2013 L’Altro Ritratto, Museo di Arte Moderna e Contemporanea, Rovereto, Italien[28]
- 2013 Per Speculum Me Video, Frankfurter Kunstverein, Frankfurt[29]
- 2014 Moving Parts: Time and Motion in Contemporary Art, Kemper Art Museum, Washington University, Saint Louis, MO[30]
- 2014 Paparazzi! Photographers, stars and artists, Centre Pompidou-Metz, Metz, Frankreich[31]
- 2015 MoCP at 40, Museum of Contemporary Photography, Chicago, IL[32]
- 2015 Perfect Likeness: Photography and Composition, Hammer Museum, Los Angeles, CA[33]
- 2016 The Lasting – l’intervallo e la durata, Galleria Nazionale d’arte Moderna e Contemporanea, Rom, Italien[34]
- 2016 With Different Eyes, The Portrait in Contemporary Photography, Kunsthalle Nürnberg[35]
- 2016 With Different Eyes, The Portrait in Contemporary Photography, Kunstmuseum Bonn, Germany[36]
- 2016 Zurück in die Zukunft der Fotografie, DZ Bank Kunstsammlung, Frankfurt[37]

## Werke in öffentlichen Sammlungen
- Akron Art Museum, Akron, OH[38]
- Kunsthaus Pasquart, Biel, Schweiz
- Centre Pompidou, Paris, Frankreich
- Centro de Artes Visuales Fundación Helga de Alvear, Cáceres, Spanien
- DZ Bank Art Collection, Frankfurt
- Folkwang Museum, Essen
- Frac Bretagne, Frankreich
- Galerie für Zeitgenössische Kunst, Leipzig
- Galleria Nazionale d’Arte Moderna, Rom, Italien
- Johnson Museum of Art, Cornell University, Ithaca, NY
- Kolumba, Kunstmuseum des Erzbistums Köln
- Lenbachhaus, München
- Los Angeles County Museum of Art, Los Angeles, CA[39]
- The Margulies Collection at the Warehouse, Miami, FL
- Musée d´Art Contemporain de Montreal, Kanada
- Museo Cantonale d’Arte, Lugano, Schweiz
- Museum of Contemporary Art, Chicago, IL[40]
- Museum of Contemporary Art, Denver, CO
- Museum of Contemporary Photography, Chicago, IL[41]
- Museum of Fine Arts, Houston, TX
- Museum of Modern Art, New York, NY[42]
- National Gallery of Canada, Ottawa, Kanada
- Nelson-Atkins Museum, Kansas City, MO[43]
- Pinakothek der Moderne, München
- San Francisco Museum of Modern Art, San Francisco, CA
- The Art Gallery, University of Maryland, College Park, MD
- Vancouver Art Gallery, Vancouver, Kanada
- Whitney Museum of American Art, New York City[44]

## Veröffentlichungen
- Matters of Uncertainty: Thoughts on Photography and the World Behind It. Edgewise Press, New York 2021.

### Monografien (Auswahl)
- Barbara Probst: Barbara Probst. Akademiegalerie München 1990, ISBN 3-00-003224-X.
- Barbara Probst, Exposures (Hrsg.) Museum of Contemporary Photography – Chicago, mit einer Einleitung von Karen Irvine, einem Interview mit Johannes Meinhardt und einem Essay von David Bate. Steidl, Göttingen 2007, ISBN 978-3-86521-392-1.
- Barbara Probst, mit Texten von Felicity Lunn, Jens Erdamn Rasmussen, Lynne Tillman und einem Interview mit Frédéric Paul. Hatje Cantz, Ostfildern 2013, ISBN 978-3-7757-3711-1.
- Barbara Probst, 12 Moments, mit einem Essay von Robert Hobbs. Hartmann Books, Stuttgart 2016, ISBN 978-3-96070-005-0.
- The moment in space. Katalog der gleichnamigen Ausstellung im Le Bal in Paris 10. Mai bis 25. August 2019. Hartmann Books, Stuttgart 2019, ISBN 978-3-96070-035-7 (englisch, französisch).
- Kunsthalle Nürnberg (Hrsg.): Streets, Fashion, Nudes, Still Lifes, Ausstellungskatalog, Texte: Barbara Probst, Brian Sholis, Harriet Zilch, Vorwort: Ellen Seifermann, Deutsch/Englisch, Hartmann Books, Stuttgart 2021, ISBN 978-3-96070-061-6.
- Barbara Probst Subjective Evidence, mit Texten von Stefan Gronert, Fanni Fetzer, Kevin Moore, Deutsch/Englisch, hrsg. Kunstmuseum Luzern und FotoFocus/Contemporary Arts Center Cincinnati, Hartmann Books, Stuttgart 2024, ISBN 978-3-96070-108-8.

### Artikel (Auswahl)
- Michael Hofstetter: Barbara Probst. In: Barbara Probst, Akademiegalerie München 1990, ISBN 3-00-003224-X.
- Michael Schultze: Die Ganze Welt, in: “Was Wirklich Geschah”, hrsg. v. Barbara Probst, München 1998.[45]
- Thomas Dreher: Barbara Probst – Welcome Ars Viva, Frankfurter Kunstverein, Frankfurt 1995.[46]
- Reinhard Braun: Fotografische Szenen, Thomas Ruff, Wolfgang Tillmanns, Barbara Probst,	in: Modern Painters, Dezember 2002, S. 90–93.[47]
- Stefan Schessl: Zurück auf, Los Über die fotografischen Reihen von Barbara Probst, in: Barbara Probst – Exposures, hrsg. v. Kunstverein Cuxhaven, Cuxhaven 2002.[48]
- Reinhard Braun: Eine Belichtung der Fotografie: die “Exposures” von Barbara Probst, in: Camera Austria International #85, Graz 2004, S. 9–18.[49]
- Brian Sholis: Barbara Probst, in: Artforum, Mai 2006, S. 292. (englisch)[50]